# Luz (Santa Cruz da Graciosa)

Die Gemeinde Luz im Süden der Insel Graciosa

Luz ist eine portugiesische Gemeinde (Freguesia) im Kreis (Concelho) von Santa Cruz da Graciosa. Der Kreis umfasst das gesamte Gebiet der Azoren-Insel Graciosa. In der Gemeinde Luz leben 631 Einwohner (Stand 19. April 2021).

## Verwaltung

### Gemeinde
Luz ist Sitz einer gleichnamigen Gemeinde (Freguesia). Folgende Ortschaften liegen in der Gemeinde:
- Alto do Sol
- Carapacho
- Fajã da Folga
- Folga
- Luz
- Pedras Brancas

### Bevölkerungsentwicklung
| 1844 | 1861 | 1878 | 1890 | 1900 | 1911 | 1920 | 1930 | 1940 | 1950 | 1960 | 1970 | 1981 | 1991 | 2001 | 2011 |
| 1797 | 1746 | 1812 | 1803 | 1905 | 1819 | 1830 | 2052 | 2248 | 2277 | 2005 | 1535 | 1000 | 887  | 735  | 682  |

## Architektur

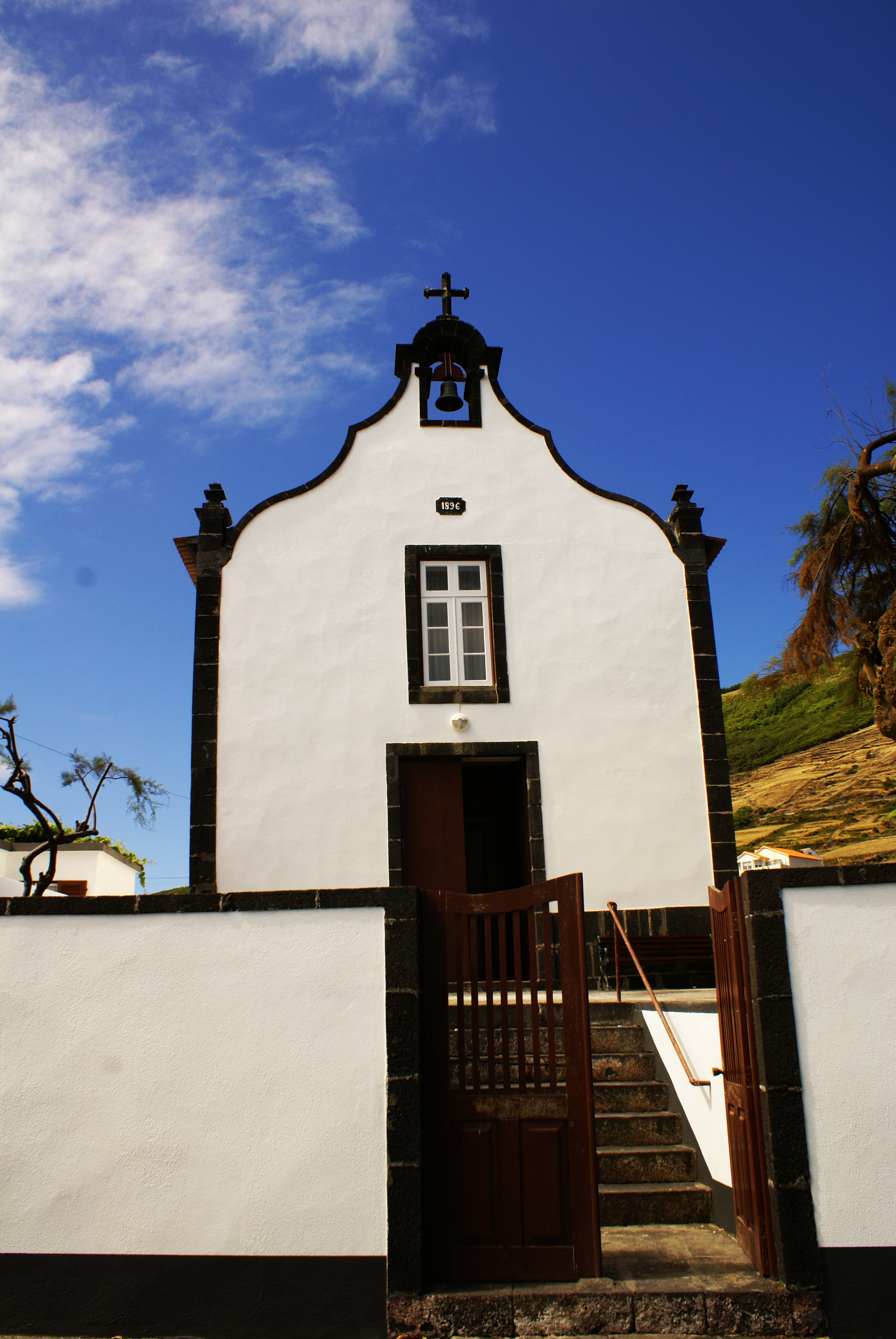
Kapelle Nossa Senora de Lurdes

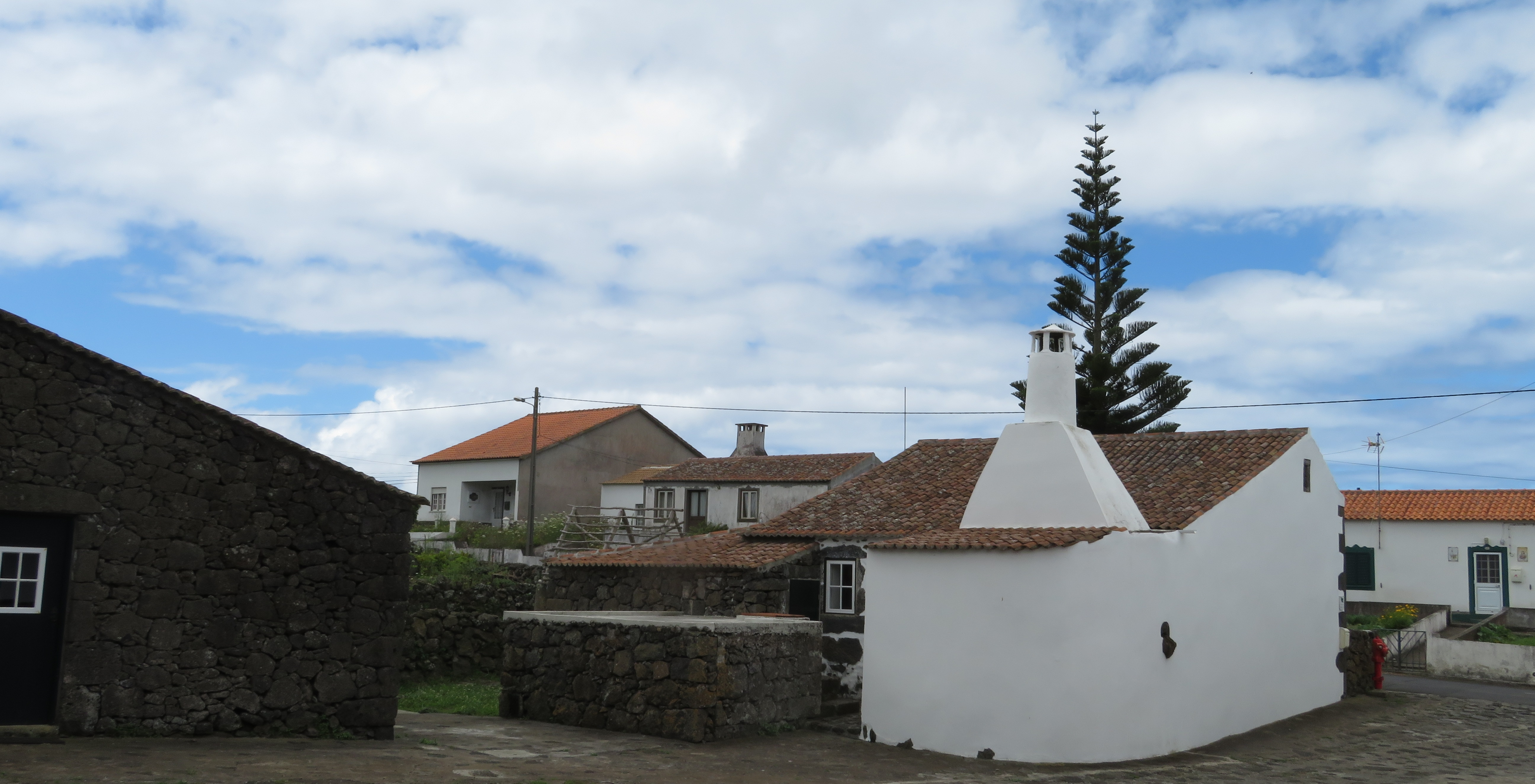
Museum Museu da Vida Rural

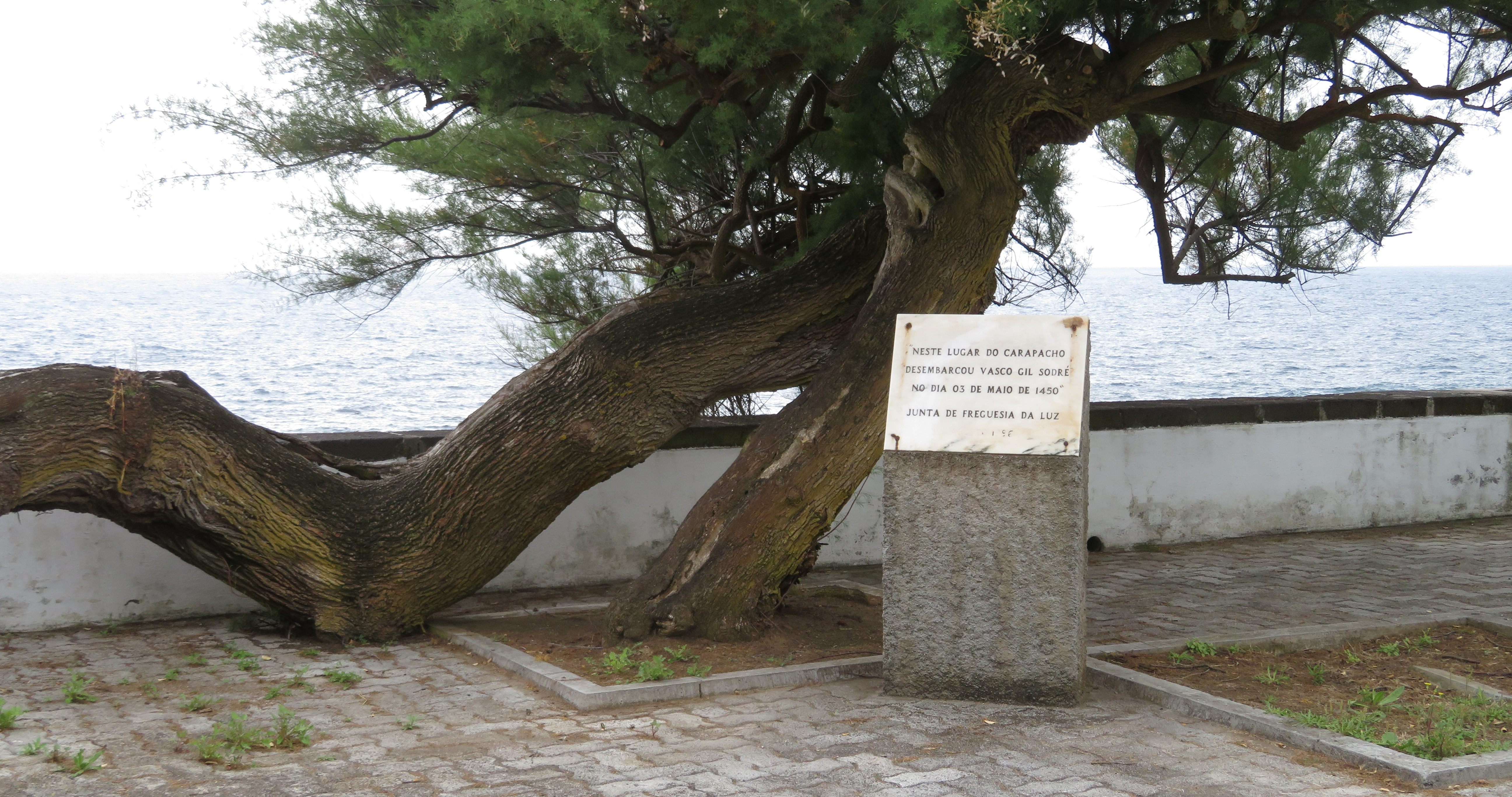
Denkmal für Vasco Gil Sodré

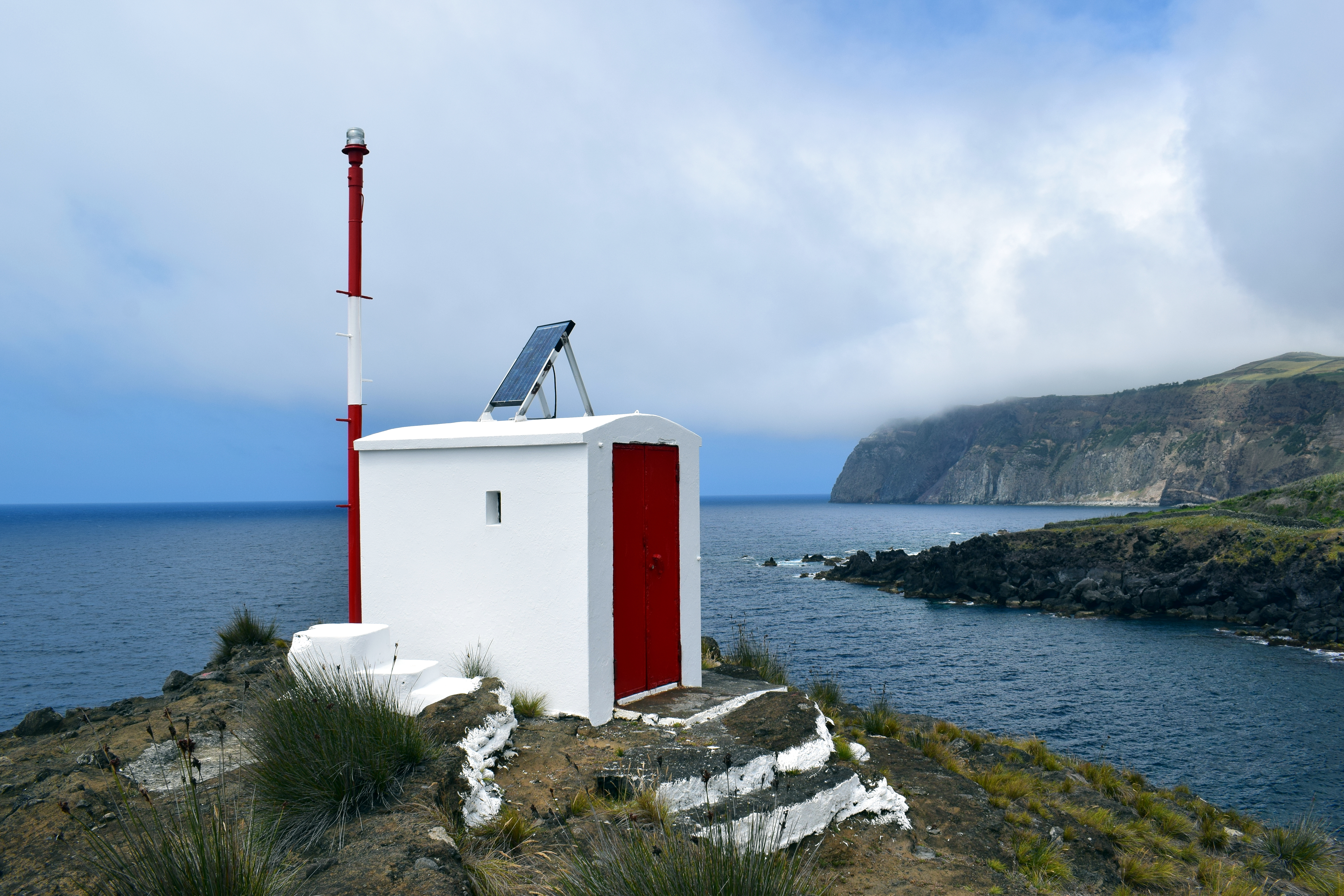
Leuchtbake am Hafen von Folga

Am Hauptplatz des Ortes, dem Largo 1 de Dezembro, steht die Heilig-Geist-Kapelle Império do Espírito Santo da Luz, in deren Fassade die Jahreszahl 1928 vermutlich das Baujahr angibt. Die dreischiffige Hauptkirche des Ortes, die Igreja de Nossa Senhora da Luz mit fast quadratischem Grundriss, wurde unweit davon 1738 fertiggestellt, nachdem der Vorgängerbau 1730 bei einem Erdbeben zerstört worden war. Nach dem Erdbeben vom 1. Januar 1980 war sie eine der am schwersten zerstörten Kirchen der Insel.
Im Ortsteil Canada Longa wurde 2015 in der Nähe der farbenfrohen Heilig-Geist-Kapelle Imperio do Espiritu Santo de Pedras Brancas, an deren Giebel der 13. Juni 1998 als Tag der Einweihung angegeben ist, in einem Bauernhaus aus schwarzem Lavagestein das Museum Museu da Vida Rural da Ilha Graciosa eingerichtet. Unter anderem wurde hier ein Maisspeicher im traditionellen Stil, auf der Insel burra de milho genannt, wieder aufgebaut.
In Carapacho, einem Straßendorf, erinnert in einer kleinen Grünanlage ein 1996 errichtetes Denkmal an Vasco Gil Sodré, der die Insel im 15. Jahrhundert von der Nachbarinsel Terceira aus entdeckt haben soll, und der als ihr erster Bewohner gilt. An die Grünanlage schließt sich ein 1996 erbauter rechteckiger Pavillon an. Bekannt ist Carapacho, das vermutlich die älteste Ortschaft der gesamten Insel ist, ebenfalls wegen seiner Thermalquellen und seines 1860 am Meer im klassizistischen Stil erbauten und 2010 restaurierten Badehauses. Hoch über dem Ort steht der 1956 in Betrieb genommene Leuchtturm Farol do Carapacho.
Die kleine Kapelle Ermida de Nossa Senhora de Lurdes in Carapacho wurde 1896 nach knapp einjähriger Bauzeit eingeweiht. Ihr Grundriss misst 10 m Länge und 6,1 m Breite. Der Name der Kapelle bezieht sich auf den französischen Wallfahrtsort Lourdes. Bei dem Erdbeben vom 1. Januar 1980 wurde die Kapelle zerstört und war das vom Beben am härtesten betroffene Gotteshaus der gesamten Insel, sie wurde jedoch bald wieder aufgebaut.

## Thermalquellen
Die Thermalquellen, die am Rand des Ortsteiles Carapacho unterhalb des Meeresspiegels entspringen, werden bereits seit 1750 zur Behandlung von rheumatischen Erkrankungen und von Hautkrankheiten genutzt. Ihr Wasser hat einen pH-Wert von 7,2 und eine Temperatur von 35 bis 40 Grad und ist besonders reich an Schwefel und Magnesium, enthält aber auch Chlor und Natriumbikarbonat. Das Thermalbad liegt am südlichen Hang des Vulkankraters Caldeira, der wegen der Höhle Furna do Enxofre mit ihren heißen Schlammquellen und dem See Lagoa do Styx bekannt ist.